# Fondation du patrimoine
La Fondation du patrimoine es una organización privada independiente sin ánimo de lucro cuya misión es salvaguardar y mejorar el patrimonio francés local. Fue creada el 2 de julio de 1996 y desde 2017, está dirigida por Guillaume Poitrinal. 
Está organizado por varias delegaciones regionales formadas principalmente por voluntarios y con el principal objetivo de apoyar proyectos de restauración del patrimonio, así como promoviendo su financiación. Para ello, el estado francés les otorgó la una etiqueta que permita al propietario que realiza la obra beneficiarse de importantes deducciones fiscales, organizamdp operaciones de micromecenazgo y patrocinio empresarial, y tiene una parte de recibos de la loto du patrimoine.   

## Historia

### Orígenes
El mes de enero de 1994, el senador y alcalde de Saumur, Jean-Paul Hugot, presentó un informe a Jacques Toubon, ministro de Cultura y Francofonía, titulado Condiciones para la creación de una fundación del patrimonio francés en el que recomienda la creación de una estructura que podría movilizar al sector privado (empresas y particulares) a favor del patrimonio. Este informe se basa en particular en el modelo National Trust del Reino Unido. 
La Fondation du Patrimoine está creada por la ley del 2 de julio de 1996, siendo el primer presidente desde entonces por el antiguo dirigente de la empresa Air liquide, Édouard de Royère. Un año más tarde, la fundación fue reconocida de "utilidad pública" en Francia en el decreto del 18 de abril de 1997.

### Presidentes
- 1996-2005 : Édouard de Royère
- 2005-2017 : Charles de Croisset
- 2017-actualidad : Guillaume Poitrinal

## Misión
La Fondation du Patrimoine tiene como principal objetivo promover, salvaguardar y la puesta en valor del patrimonio rural francés (casas típicas, molinos de agua o viento, graneros históricos,...), el patrimonio religioso (iglesias, capillas,...) y el patrimonio industrial (antiguas fábricas emblemáticas, colonias industriales,...). En muchos casos, son elementos históricos pero que no siempre están  clasificados como monumentos históricos ni regionales, así que quedarían sin protección de no ser por el trabajo de la fundación y su red de mecenazgo y voluntarios.

## Acción

### Las modalidades de acción

#### La placa

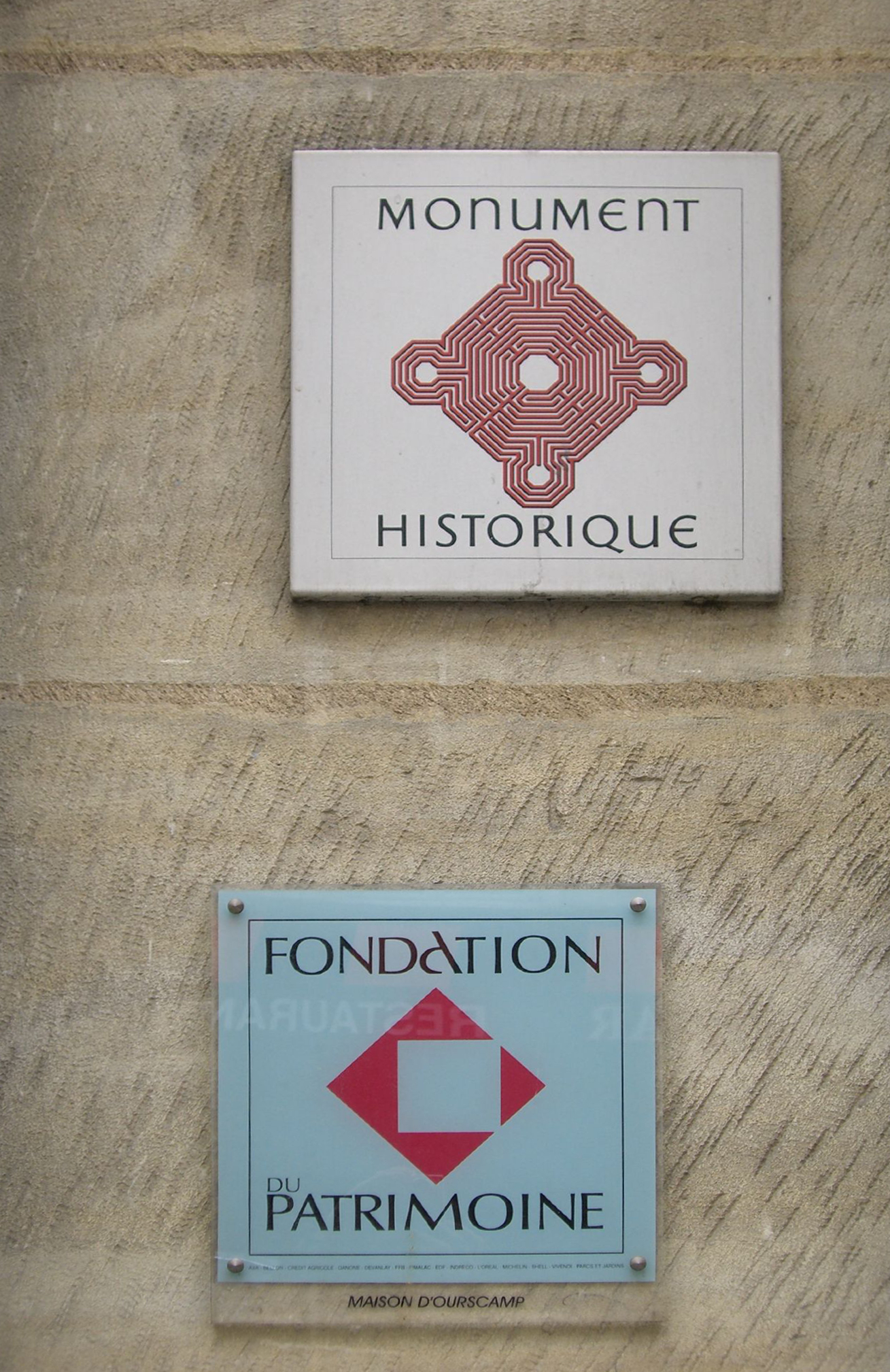
Placa fijada de la Fundación del patrimonio

La Fondation du Patrimoine está autorizada por la ley del 2 de julio de 1996 a expedir una placa a aquellos trabajos realizados por propietarios privados en edificios no protegidos. Eso, le permite beneficiarse de importantes deducciones fiscales: desde la mitad del importe del trabajo hasta el total. La obra debe afectar a las partes exteriores de los edificios visibles desde la vía pública. El expediente de solicitud de adjudicación de la placa es instruido por los directores del proyecto y luego validado por el delegado regional de la fundación y debe recibir la aprobación de la unidad departamental de arquitectura y patrimonio encabezada por el arquitecto de edificios de Francia. 
El objetivo de la placa “Fondation du Patrimoine” es animar a los propietarios privados de un patrimonio desprotegido a realizar trabajos de restauración. Este mecanismo tiene dos ventajas: fomenta los trabajos de restauración respetando las técnicas y materiales de la época, que generalmente son más costosos para el propietario, y promueve la preservación de bienes no habitables para los cuales un propietario privado puede que tenga poco interés en sufraguar la obra. 

#### Micromecenazgo o suscripción pública
La fundación lleva a cabo campañas de suscripción pública y convocatorias de donaciones para financiar proyectos de salvaguardia del patrimonio público y asociativo. Las donaciones recaudadas por estas campañas de micromecenazgo se destinan a la implementación de un proyecto específico. Son elegibles para reducciones de impuestos para donantes.    

#### El patrocinio empresarial
Se celebran convenios de patrocinio nacionales o locales con empresas para financiar proyectos de conservación y valorización del patrimonio local. Desde 2006, el primer mecenas ha sido la Fundación Total. El patrocinio corporativo puede tomar la forma de patrocinio financiero, en especie o basado en habilidades, y permite que los patrocinadores corporativos se beneficien de las ventajas fiscales. 
Se han creado clubes de mecenas para unir a las empresas en torno a proyectos en su territorio. Una treintena de clubes reúnen ahora a 250 entreprises repartidas por toda Francia, que colectivamente representan al segundo patrocinador de la fundación. El primer club de mecenas se fundó en 2010 y reunió a algunas empresas comprometidas con la salvaguardia del patrimonio y la protección de la residencia real del Château d'Angers, en Maine-et-Loire . 
Cada club tiene una media de diez empresas, que eligen los proyectos de restauración que desean apoyar durante sus reuniones anuales.   

### Proyectos emblemáticos
Entre los lugares emblemáticos apoyados por la Fondation du Patrimoine, podemos mencionar el memorial a Charles-de-Gaulle en Colombey-les-Deux-Églises, la catedral de Reims, el castillo de Lunéville, la nueva iglesia de Oradour-sur-Glane o los decorados del teatro nacional de Chaillot . 
Considerando la magnitud del daño causado a la catedral de Notre-Dame de París por el incendio del 15 de abril de 2019 que destruyó su techo, su estructura del siglo XIII y su aguja, la Fondation du Patrimoine ha abrió una vía de financiación  excepcional destinada a la restauración de este edificio.

### Programas específicos

#### Programa Patrimonio natural

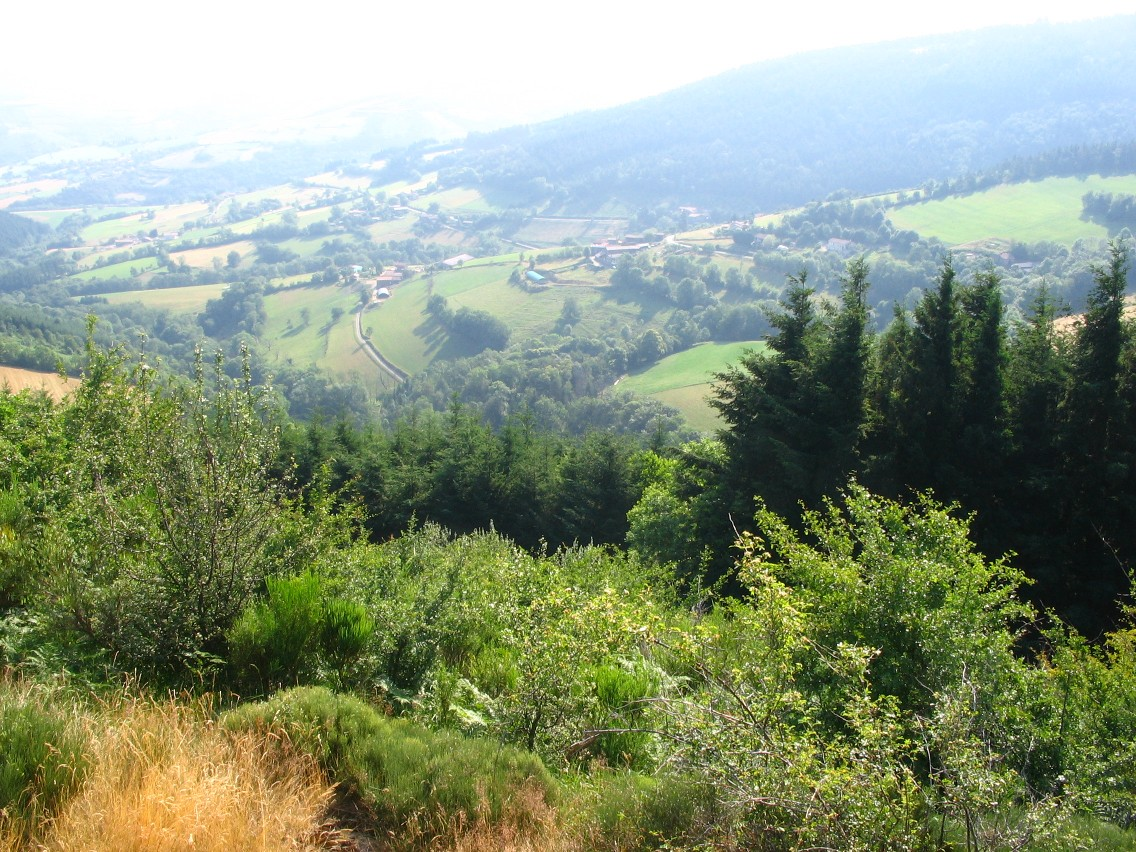
Parc naturel régional du Pilat

Aparte de sus misiones para salvaguardar el patrimonio arquitectónico, la fundación también desarrolla acciones a favor del patrimonio natural, la puesta en valor de la biodiversidad y la rehabilitación de espacios naturales amenazados. Estas actuaciones dan prioridad a proyectos que integran el patrimonio construido como elemento complementario de un entorno, un paisaje o un biotopo . 
A través del programa de Patrimonio Natural, brinda asistencia financiera para proyectos ubicados en áreas naturales amenazadas de la costa regidas por la ley urbanístico, áreas protegidas o reconocidas bajo la protección ambiental (parque nacional, reserva natural, parque natural regional, área que forme parte de la Red Natura 2000 ”y otro tipo de espacios naturales).

#### Programa de empleo patrimonial

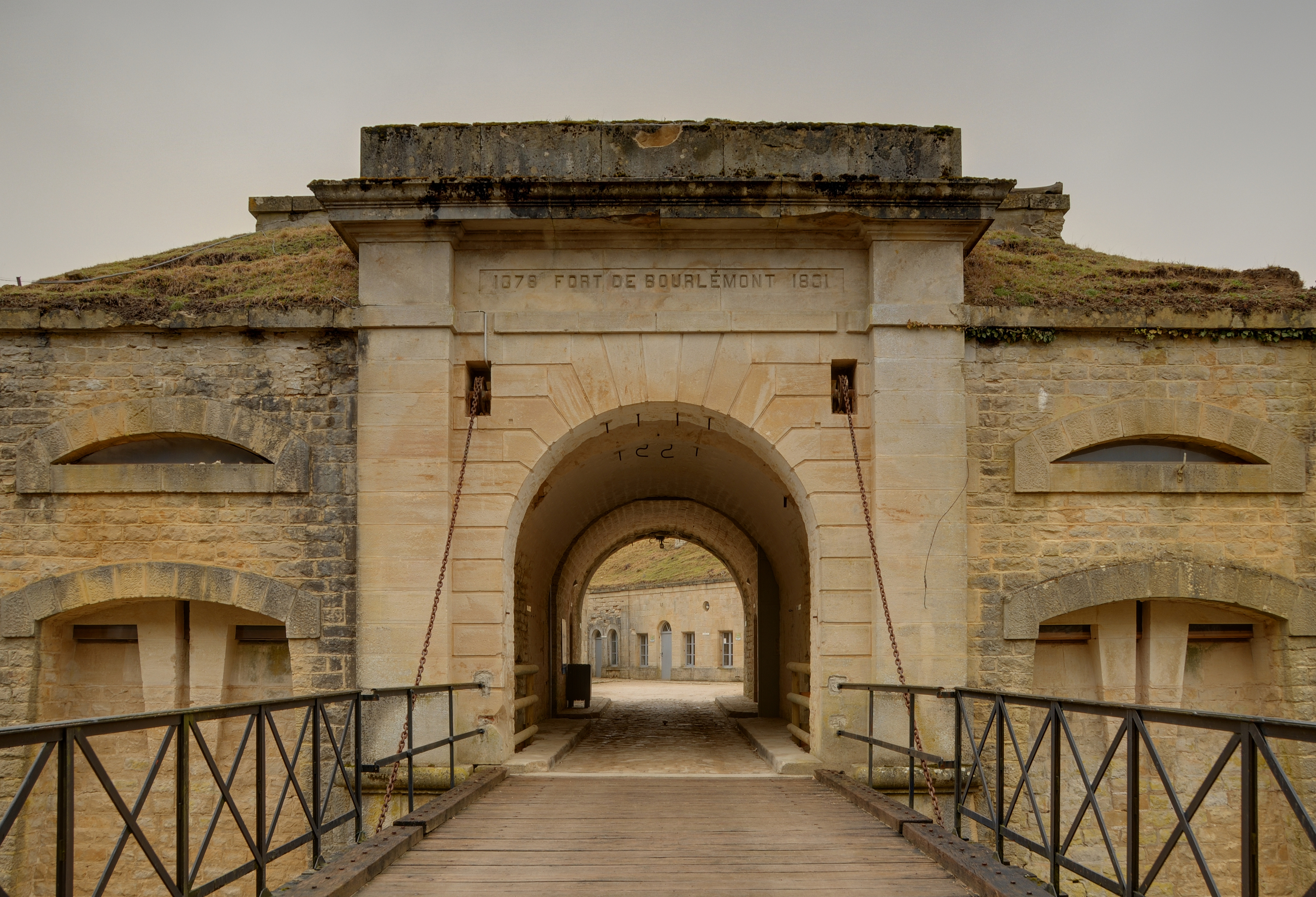
Restauración de Fort de Bourlémont.

A través de su programa Patrimoine Emploi, la fundación contribuye a la formación en profesiones patrimoniales y a la integración socioprofesional de personas en dificultad. Proporciona ayudas económicas para proyectos de salvaguardia o valorización del patrimonio construido que se realicen en el marco de proyectos de integración de personas con algún tipo de dificultad, tales como jóvenes  desempleados, o adultos desempleados de larga duración, rehabilitación de presos o trabajos para la comunidad entre otros. Los programas de formación en oficios patrimoniales son organizados por escuelas, centros de formación, obras de construcción, estructuras homologadas o asociaciones especializadas como Union Rempart, Acta Vista o la asociación CHAM (Chantiers Histoire et Architecture Médiévales).

## Cifras
En 2016, la Fondation du patrimoine apoyó más de 2445 proyectos, otorgó 1365 placas y logró recaudar 32,7 miliones de euros.